# جلين ديل
جلين ديل (بالإنجليزية: Glen Dell)‏ (من مواليد 9 أبريل 1962 - تُوفي في 12 أكتوبر 2013) وهو طيار في الخطوط الجوية التجارية لجنوب أفريقيا وكان مشاركاً في بطولة ريد بول الجوية العالمية في فترتي 2008 و 2009.
كان والد ديل طيارًا في الحرب العالمية الثانية ، حصل ديل على رخصة الطيران الخاصة به في عام 1979. ثم انضم إلى سلاح الجو الجنوب أفريقي ليطير بطائرات الهليكوبتر. انضم ديل إلى شركة طيران جنوب أفريقيا في عام 1994.
فاز جلين ديل ببطولة الأيروباتيكية الوطنية في مختلف الفئات 12 مرة ابتداءا من عام 1985. تنافس في بطولة العالم الهوائية منذ عام 1994، وأصبح بطل العالم في الأكروبات في عام 2004.
توفي ديل في مستشفى سونينجهيل في جوهانسبرج حيث عانى من حروق أصيب بها عندما تحطمت طائرته، وهي من نوع إكسترا إي إيه-300 في 12 أكتوبر 2013 في معرض سيكاندا الجوي في سيكوندا، مبومالانجا.

## سباق ريد بول الجوي
شارك ديل في عام 2008 في سلسلة سباقات ريد بول الجوية العالمية.
| جلين ديل في بطولة ريد بول الجوية العالمية | جلين ديل في بطولة ريد بول الجوية العالمية | جلين ديل في بطولة ريد بول الجوية العالمية | جلين ديل في بطولة ريد بول الجوية العالمية | جلين ديل في بطولة ريد بول الجوية العالمية | جلين ديل في بطولة ريد بول الجوية العالمية | جلين ديل في بطولة ريد بول الجوية العالمية | جلين ديل في بطولة ريد بول الجوية العالمية | جلين ديل في بطولة ريد بول الجوية العالمية | جلين ديل في بطولة ريد بول الجوية العالمية | جلين ديل في بطولة ريد بول الجوية العالمية | جلين ديل في بطولة ريد بول الجوية العالمية | جلين ديل في بطولة ريد بول الجوية العالمية | جلين ديل في بطولة ريد بول الجوية العالمية | جلين ديل في بطولة ريد بول الجوية العالمية | جلين ديل في بطولة ريد بول الجوية العالمية |
| السنة                                     | 1                                         | 2                                         | 3                                         | 4                                         | 5                                         | 6                                         | 7                                         | 8                                         | 9                                         | 10                                        | 11                                        | 12                                        | النقاط                                    | الفوز                                     | المركز                                    |
| ----------------------------------------- | ----------------------------------------- | ----------------------------------------- | ----------------------------------------- | ----------------------------------------- | ----------------------------------------- | ----------------------------------------- | ----------------------------------------- | ----------------------------------------- | ----------------------------------------- | ----------------------------------------- | ----------------------------------------- | ----------------------------------------- | ----------------------------------------- | ----------------------------------------- | ----------------------------------------- |
| 2008                                      | المركز الثاني عشر                         | المركز الثاني عشر                         | المركز الحادي عشر                         | السويد                                    | المركز الثاني عشر                         | المركز العاشر                             | المركز الحادي عشر                         | المركز الثاني عشر                         | إسبانيا                                   | المركز الثاني عشر                         |                                           |                                           | 0                                         | 0                                         | المركز الثاني عشر                         |